# Agrarismo nórdico
Los partidos agrarios nórdicos o partidos de centro nórdicos son los partidos agraristas de los países nórdicos. Se posicionan en el centro dentro del espectro político, pero ocupando diversos espacios en los países nórdicos, siendo difícil clasificarlos dentro de la ideología política tradicional.
Estos partidos son no-socialistas y por lo general combinan el compromiso con las pequeñas empresas, las políticas de descentralización, el ambientalismo y el euroescepticismo. Los partidos tienen opiniones divergentes sobre el mercado libre. A nivel internacional, están alineados con el Partido Europeo Liberal Demócrata Reformista y la Internacional Liberal.
Históricamente, los partidos de los agricultores, después del declive de la población agrícola tras la Segunda Guerra Mundial, ampliaron su ámbito de actuación a otros temas y sectores de la sociedad. En este momento, ellos cambian de nombre, tres de ellos a Partido del Centro, siendo el Partido del Centro de Finlandia el último en hacerlo en 1965. Actualmente, los principales partidos agrarios son el Partido del Centro de Suecia, el Partido del Centro de Finlandia, Venstre en Dinamarca, el Partido de Centro de Noruega y el Partido Progresista de Islandia. De igual manera han surgido partidos similares en los países bálticos.

## Historia
En comparación con el resto de Europa, los campesinos en los países nórdicos han tenido históricamente un grado sin par de la influencia política, al ser no sólo independientes, sino también representar como el cuarto estado en las dietas nacionales, como en Riksdag de Suecia. El 'movimiento agrario' precedió varios siglos al movimiento obrero en Suecia, Dinamarca, Finlandia y Noruega.
El primero de los partidos, Venstre en Dinamarca, se formó como un partido liberal, contrario a los impuestos a los agricultores en 1870. El resto de los partidos surgió a principios de los siglo XX, impulsados por la introducción de sufragio universal y representación proporcional en toda la región. El Partido del Centro de Finlandia fue el primero en ser creado en 1906, seguido por el Partido de Centro de Noruega en 1915. El Partido del Centro de Suecia, fundado en 1921, surgió de la ya existente Partido Lantmanna, y sus grupos escindidos.

## Ideología
Los partidos discrepan en sus actitudes ante el mercado libre. Considerando que el Partido del Centro de Noruega y el Partido Progresista de Islandia se oponen a la liberalización económica, los otros, especialmente el Venstre danés, están a favor del mercado y poner un gran énfasis en desarrollo económico y productividad.
La mayoría de los partidos han sido tradicionalmente euroescépticos en sus respectivos países. Sin embargo, en su mayor parte, ocupan estos puestos, debido a determinadas políticas, con énfasis en si creen que las políticas europeas son mejores o peores para las comunidades rurales. El Partido de Centro de Noruega es el partido más opuesto a la adhesión de su país a la Unión Europea, postura mantenida desde el referéndum de adhesión de 1972. Los progresistas islandés, históricamente se han opuesto a la adhesión a la UE, cambiado su posición a favor de la adhesión en enero de 2009.

## Partidos
Los Partidos del Centro de Suecia, Finlandia y Noruega tienen un origen y una identidad similarres, como se demuestra en sus logos, basado en el trébol de cuatro hojas
- Suecia: Partido del Centro
- Finlandia: Partido del Centro
- Noruega: Partido del Centro
- Islandia: Partido Progresista
- Dinamarca: Venstre
- Islas Feroe: Partido Unionista
- Groenlandia: Sentimiento de la Comunidad
- Åland: Centro de Åland

Partidos agrarios similares están presentes en los países bálticos:
- Lituania: Unión Liberal y de Centro
- Letonia: Unión de Verdes y Agricultores (anteriormente Unión de agricultores de Letonia)
- Estonia: Partido del Centro